# بوجمعه بنخریف
بوجمعه بنخریف (انگلیسی: Boujemaa Benkhrif؛ زادهٔ ۱۹۴۷) بازیکن سابق فوتبال اهل مراکش است.
وی عضو تیم ملی فوتبال مراکش در جام جهانی فوتبال ۱۹۷۰ بوده است.